# 1000

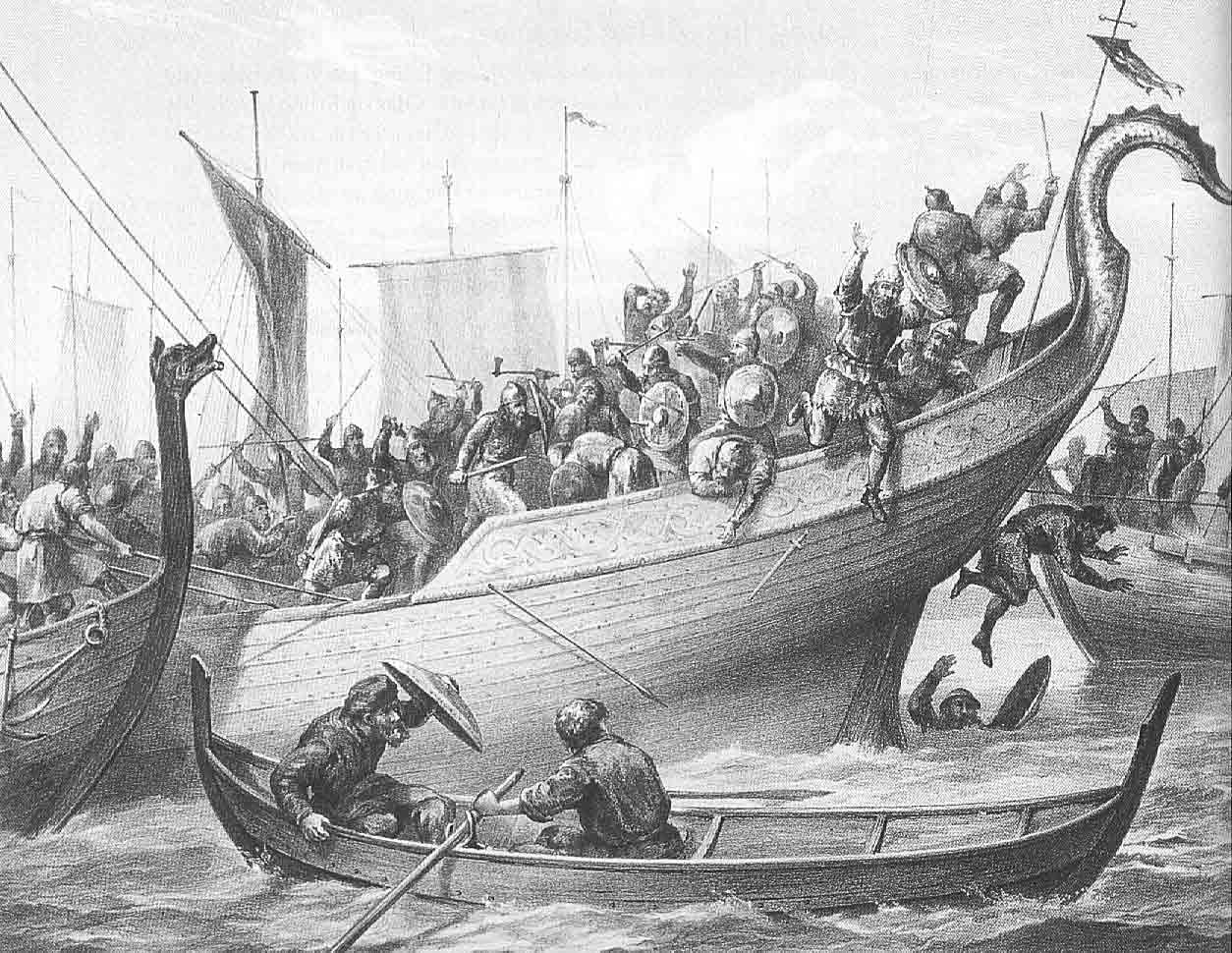
Slag bij Svolder

Het jaar 1000 is het 100e jaar in de 10e eeuw volgens de christelijke jaartelling.

## Gebeurtenissen
maart
- 11 - Congres van Gniezno: ontmoeting tussen keizer Otto III en Bolesław I van Polen. De Poolse staat wordt erkend, maar onduidelijk is of Bolesław ook de koningstitel wordt beloofd. Gniezno wordt verheven tot aartsbisdom.

september
- 9 (?) - Zeeslag bij Svolder: Sven Gaffelbaard van Denemarken en Olof II van Zweden verslaan Olaf Tryggvason van Noorwegen. Zweden en Denemarken veroveren beiden een deel van Noorwegen, de rest komt in handen van Erik Haakonsson als onderkoning onder Sven Gaffelbaard. (of 999)

oktober
- 9 - De Viking Leif Eriksson landt in Noord-Amerika en zet voet op Helluland, Markland en Vinland. (jaartal bij benadering)

december
- 25 (?) - Stefanus I, vorst van de Magyaren, wordt gekroond tot de eerste koning van Hongarije.

zonder datum
- Hovhannes-Senekerim sticht het koninkrijk Artsach.
- De Engelsen onder koning Ethelred II steken over naar Normandië, maar worden teruggeslagen. Er wordt vrede gesloten en bruiloft gevierd: Ethelred huwt met prinses Emma van Normandië.
- Sancho III volgt zijn vader García II op als koning van Navarra.
- Albert II volgt zijn vader Herbert III op als graaf van Vermandois.
- Voor het eerst genoemd: Sögel, Wezemaal

## Einde der tijden?
Er is geen wetenschappelijk bewijs dat de westerse christenen in het jaar 1000 het einde der tijden en de wederkomst van Christus verwachtten. Pas in de 16e eeuw ontstond het idee dat er in aanloop van het jaar 1000 zich allerlei rampen hadden voorgedaan die bij de bevolking zorgden voor een paniek. Dit idee werd in de 19e eeuw gepopulariseerd door Jules Michelet en andere historici van de romantiek, die de middeleeuwen zagen als een primitieve tijd. Ook vanuit antiklerikale hoek werd dit idee verspreid. De Kerk zou het einde der tijden in het jaar 1000 hebben voorspeld om zo haar macht en bezit te vergroten. Mensen zouden in de verwachting van de apocalyps massaal hun bezittingen aan de Kerk hebben geschonken.
Sindsdien is er nog maar een minderheid van de historici die gelooft in een paniek rond het einde van de wereld in het jaar 1000. Zij steunen hun theorie voornamelijk op de eschatologische kroniek van de Franse monnik Rodulfus Glaber, afgesloten rond het jaar 1046. De Britse historicus Richard Landes haalt ook de geschriften van de Franse monnik Adhémar van Chabannes aan.

## Geboren
- Lý Thái Tông, keizer van Vietnam (1028-1054)
- Constantijn IX, keizer van Byzantium (1042-1055) (jaartal bij benadering)

## Overleden
- 29 augustus - Herbert III (~46), graaf van Vermandois
- 9 september - Olaf I, koning van Noorwegen (995-1000) (gesneuveld) (of 999)
- García II (~36), koning van Navarra (994-1000)
- Gosse Ludigman, potestaat van Friesland (mogelijk legendarisch)
- Ibn Sahl, Arabisch wiskundige (jaartal bij benadering)